# Gauloiserie
La gauloiserie ou la gaudriole est un propos ou une attitude d'une gaieté gaillarde et licencieuse, inspiré par un esprit fruste et léger qu'on attribue aux Gaulois. Elle s'apparente au genre grivois et aux chansons paillardes.
Selon Philosophie magazine, elle serait l'un des six sommets de l'esprit français, en complémentarité avec la galanterie et en s'opposant au « politiquement correct » américain visant à lutter contre les propos sexistes
Elle ferait partie, selon Christine Boutin, de l'identité française et s'opposerait au puritanisme.